# Lijst van beschermd erfgoed in de gemeente Koerich
In deze lijst van beschermd erfgoed in de gemeente Koerich zijn alle geclassificeerde nationale monumenten van de Luxemburgse gemeente Koerich opgenomen.

## Monumenten per plaats

### Koerich
| Object                            | Bouwjaar/architect | Locatie                                            | Datum beschermd?      | Coördinaten                  | Afbeelding |
| --------------------------------- | ------------------ | -------------------------------------------------- | --------------------- | ---------------------------- | ---------- |
| Kerk van Koerich                  |                    |                                                    | 31 juli 1968 (MN)     | 49° 40' 6" NB, 5° 57' 0" OL  |            |
| Ruïne van kasteel van Koerich     |                    | Kadasterperceel 395/4500                           | 22 november 1938 (MN) | 49° 40' 10" NB, 5° 57' 1" OL |            |
| gebouwen                          |                    | rue du Château 1                                   | 29 januari 2010 (MN)  | 49° 40' 10" NB, 5° 57' 5" OL |            |
| Oude boerderij met huis en plaats |                    | rue du château, kadastersectie A, nummers 396/3262 | 11 februari 1999 (IS) |                              |            |
| Gebouw                            |                    | rue de l'Ecole 5                                   | 17 juli 2009 (IS)     |                              |            |

## Bron
- Liste des immeubles et objets classés monuments nationaux ou inscrits à l'inventaire supplémentaire